# 鳥丸軍雪
鳥丸 軍雪（とりまる ぐんゆき、1937年（昭和12年）3月5日 - ）は、日本のファッションデザイナー。宮崎県小林市出身。

## 経歴
発足間もない東映動画（現・東映アニメーション）にアニメーターとして入社、同社初の長編作品となった『白蛇伝』では大塚康生の斑で動画を担当し、同作完成後に退社した。
ロンドン・カレッジ・オブ・ファッションに留学後、ピエール・カルダンのアシスタントとなる。
英国のダイアナ (プリンセス・オブ・ウェールズ)や、元首相のマーガレット・サッチャーの着用したドレスをデザインした。ダイアナのドレスは1986年の来日時に着用したものが有名である。また、黒柳徹子氏と仲が良く、彼女のドレスもデザインしているものがある。